# Pieltainellus boneti
Pieltainellus boneti är en insektsart som beskrevs av Peláez 1970. Pieltainellus boneti ingår i släktet Pieltainellus och familjen hornstritar. Inga underarter finns listade i Catalogue of Life.